# Diretiva (União Europeia)
A diretiva (AO 1945:directiva) é um ato legislativo da União Europeia que exige que os Estados-Membros alcancem um determinado resultado, sem ditar os meios para atingir esse resultado. A diretiva pode ser distinguida dos regulamentos da União Europeia que são auto-executivos e não requerem quaisquer medidas de execução. As diretivas, normalmente, deixam os Estados-Membros com uma certa dose de flexibilidade quanto às regras exactas para serem adoptadas. As diretivas podem ser adoptadas através de uma variedade de procedimentos legislativos, em função do seu objecto.